# Neceaiiv, Bahmaci
Neceaiiv (în ucraineană Нечаїв) este un sat în comuna Haivoron din raionul Bahmaci, regiunea Cernihiv, Ucraina.

## Demografie
Componența lingvistică a localității Neceaiiv
     Ucraineană (91,67%)
     Rusă (8,33%)
Conform recensământului din 2001, majoritatea populației localității Neceaiiv era vorbitoare de ucraineană (91,67%), existând în minoritate și vorbitori de rusă (8,33%).